# Asplenium linnaei
Asplenium linnaei là một loài dương xỉ trong họ Aspleniaceae. Loài này được So mô tả khoa học đầu tiên năm 1963.
Danh pháp khoa học của loài này chưa được làm sáng tỏ. 

## Hình ảnh

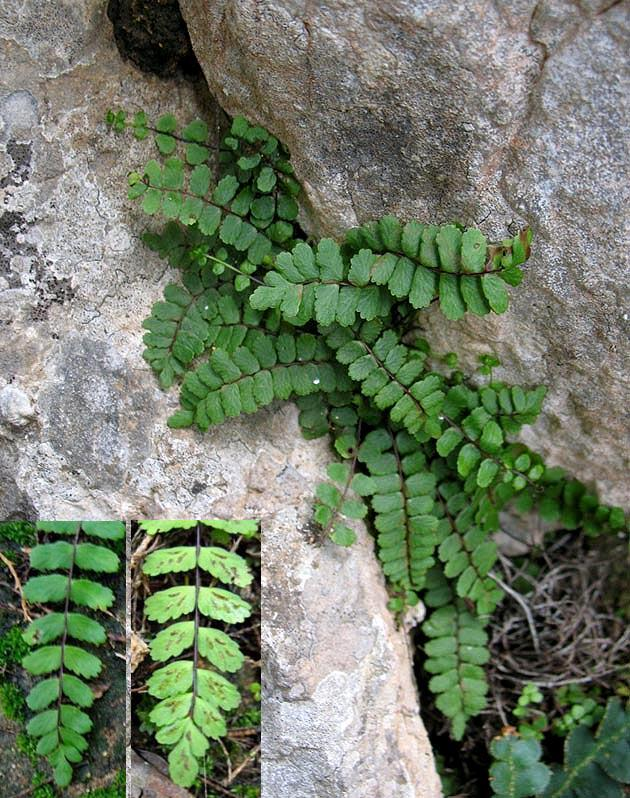
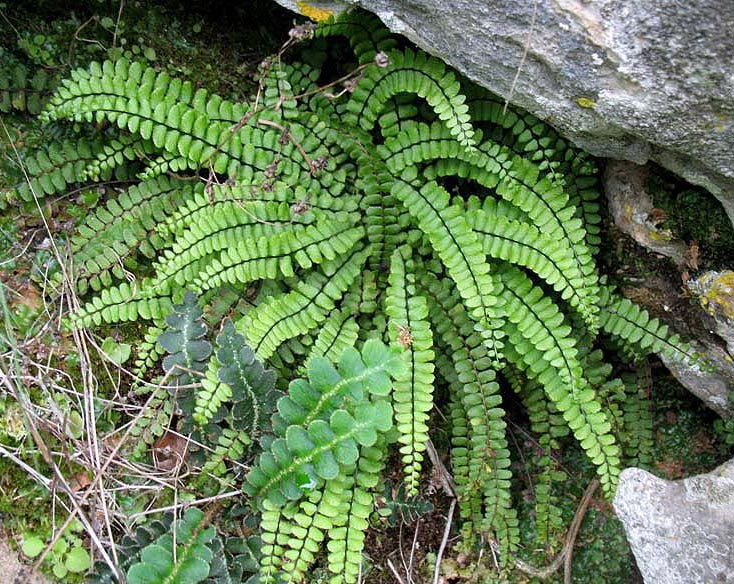